# Бэбкок, Мэри Рейнольдс
Мэри Рейнольдс Бэбкок (англ. Mary Reynolds Babcock; 1908—1953) — американская филантроп.

## Биография
Родилась 8 августа 1908 года в Уинстон-Сейлеме, штат Северная Каролина, в семье табачного магната Ричарда Рейнольдса и его жены — Кэтрин Смит Рейнольдс.
Мэри Рейнольдс было девять лет, когда умер её отец. В 1921 году её мать снова вышла замуж за Дж. Эдварда Джонстона, учителя, который работал в частной школе их поместья. В этом же году для Мэри и её сестры Нэнси в саду, примыкающем к дому, был построен игровой домик. Здание было спроектировано так, чтобы напоминать английский коттедж, а содержащаяся в нём мебель для молодых девушек была меньшего размера, чем для взрослых людей.
Мэри Рейнольдс ходила в небольшую частную школу в их собственном поместье, а затем поступила в Академию Сейлема, чтобы продолжить свое образование. Позже она обучалась в школе Miss Wright’s School и затем в школе для девочек в Брин-Маре, штат Пенсильвания. После получения высшего образования она поехала в Париж, где изучала искусство, которое стало её страстью.

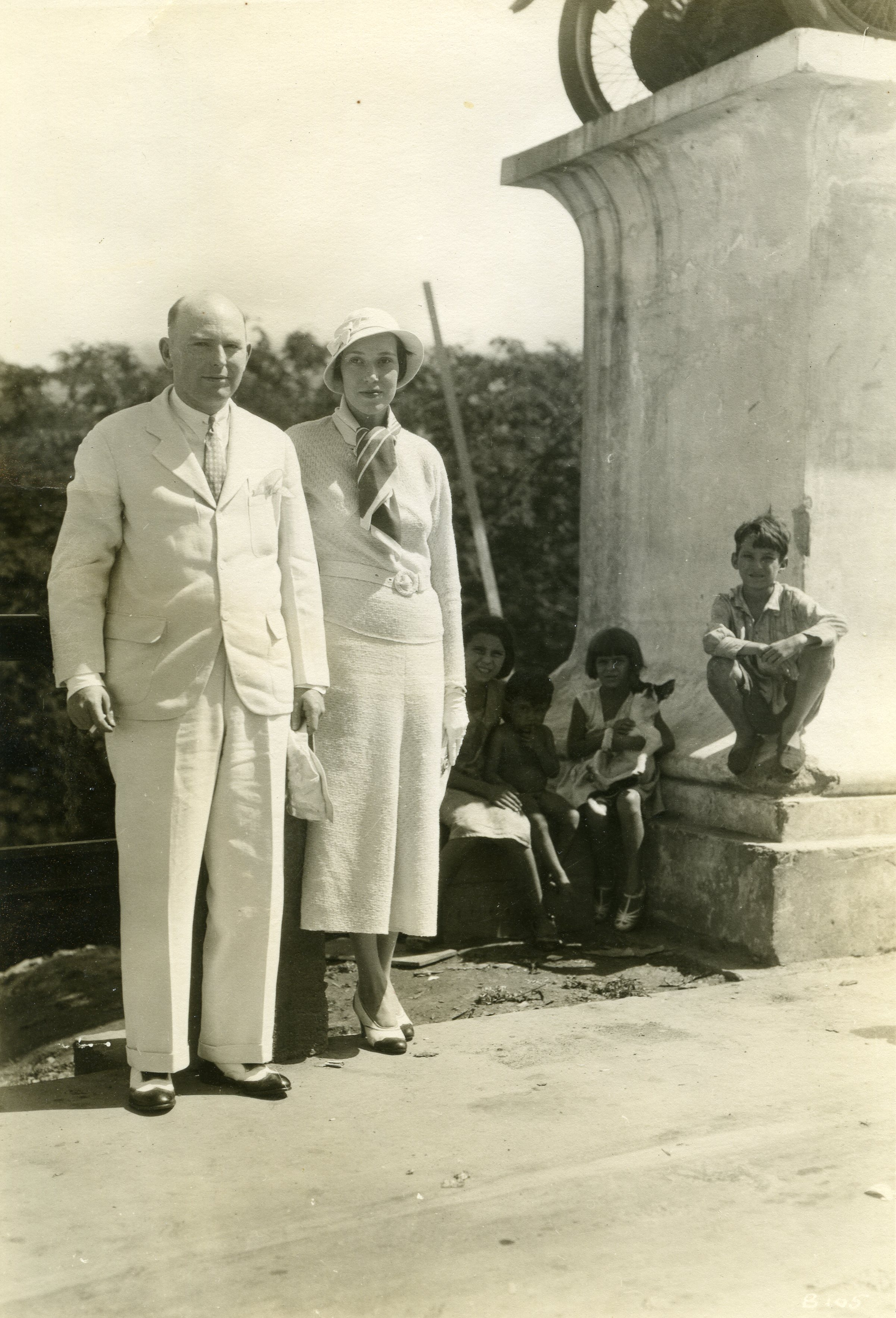
Мыри и Чарльз Бэбкок, 1941 год

После смерти матери семейное поместье Reynolda House перешло в доверительное управление её детей. В декабре 1929 года Мэри Рейнольдс вышла замуж за Чарльза Генри Бэбкока (1899—1967), сына семьи инвестиционных банкиров из Филадельфии. Свадебная церемония была проведена в их поместье, там же в январе 1930 года вышла замуж её сестра Нэнси. Супруги Бэбкок обосновались в Гринвиче, штат Коннектикут, и возвращались в Reynolda House на время каникул.
После расширения границ Уинстон-Сейлема в 1940 году, в черту города вошло поместье Reynolda House, и налог на занимаемую им землю в 1000 акров вырос. После совещания с Нэнси, Мэри решила передать часть земли под кампус Университета Уэйк-Форест. В результате ему было пожертвовано 605 акров. В 1951 году состоялась церемония закладки фундамента нового кампуса, на которой присутствовал президент Гарри Трумэн, выступивший с программной речью.
Мэри Рейнольдс Бэбкок умерла от рака желудка 17 июля 1953 года в Нью-Йорке. Была похоронена в Уинстон-Сейлеме на семейном участке кладбища Salem Cemetery.
Кроме важного благотворительного пожертвования Университету Уэйк-Форест, в 1933 году, после смерти её брата Закари Смит Рейнольдса, Мэри Бэбкок основала благотворительный фонд его имени. А после её смерти, по завещанию двенадцать миллионов долларов было выделено на создание фонда в её честь. В их семейном доме Reynolda House был создан Дом-музей американского искусства Рейнольдсов.